# 1ª Divisão 2021-2022
La 1ª Divisão 2021-2022 è stata la 32ª edizione del massimo torneo di calcio a 5 portoghese. La stagione regolare è iniziata il 9 ottobre 2021 e si è conclusa il 15 maggio 2022, prolungandosi fino al 25 giugno con la disputa dei play-off.

## Stagione regolare

### Classifica
|  | Pos. | Squadra           | Pt | G  | V  | N | P  | GF  | GS | DR  |
|  | ---- | ----------------- | -- | -- | -- | - | -- | --- | -- | --- |
|  | 1.   | Sporting Lisbona  | 69 | 26 | 23 | 0 | 3  | 121 | 38 | +83 |
|  | 2.   | Benfica           | 68 | 26 | 22 | 2 | 2  | 110 | 48 | +62 |
|  | 3.   | Eléctrico         | 47 | 26 | 15 | 2 | 9  | 83  | 64 | +19 |
|  | 4.   | Fundão            | 47 | 26 | 14 | 5 | 7  | 91  | 78 | +13 |
|  | 5.   | Quinta dos Lombos | 40 | 26 | 12 | 4 | 10 | 80  | 77 | +3  |
|  | 6.   | Braga             | 37 | 26 | 11 | 4 | 11 | 90  | 85 | +5  |
|  | 7.   | Leões             | 35 | 26 | 9  | 8 | 9  | 76  | 77 | -1  |
|  | 8.   | Azeméis           | 31 | 26 | 10 | 1 | 15 | 64  | 87 | -23 |
|  | 9.   | Portimonense      | 30 | 26 | 8  | 6 | 12 | 80  | 89 | -9  |
|  | 10.  | Candoso           | 26 | 26 | 5  | 1 | 10 | 55  | 77 | -22 |
|  | 11.  | Viseu 2001        | 26 | 26 | 7  | 5 | 14 | 68  | 97 | -29 |
|  | 12.  | Modicus           | 21 | 26 | 6  | 3 | 17 | 53  | 82 | -29 |
|  | 13.  | Torreense         | 20 | 26 | 6  | 2 | 18 | 59  | 89 | -30 |
|  | 14.  | Nun'Álvares       | 20 | 26 | 5  | 5 | 16 | 47  | 89 | -42 |

### Verdetti
- Sporting CP campione di Portogallo 2021-2022.
- Sporting CP e Benfica qualificati alla UEFA Futsal Champions League 2022-2023.
- Viseu 2001, Modicus, Torreense e Nun'Álvares retrocessi in 2ª Divisão 2022-2023.

## Play-off

### Tabellone
|  | Quarti di finale | Quarti di finale  | Quarti di finale | Quarti di finale | Quarti di finale |  |  | Semifinali | Semifinali       | Semifinali | Semifinali | Semifinali |   |   | Finale | Finale           | Finale | Finale | Finale | Finale | Finale |  |
|  |                  |                   |                  |                  |                  |  |  |            |                  |            |            |            |   |   |        |                  |        |        |        |        |        |  |
|  | 1                | Sporting Lisbona  | 3                | 1                | –                |  |  |            |                  |            |            |            |   |   |        |                  |        |        |        |        |        |  |
|  | 8                | Azeméis           | 0                | 0                | –                |  |  | 1          | Sporting Lisbona | 6          | 5          | –          |   |   |        |                  |        |        |        |        |        |  |
|  | 4                | Fundão            | 1                | 4                | 2                |  |  | 4          | Fundão           | 4          | 2          | –          |   |   |        |                  |        |        |        |        |        |  |
|  | 5                | Quinta dos Lombos | 3                | 2                | 1                |  |  |            |                  |            |            |            |   |   | 1      | Sporting Lisbona | 5      | 4      | 4      | –      | –      |  |
|  | 2                | Benfica           | 3                | 3                | –                |  |  |            |                  | 2          | Benfica    | 4          | 3 | 3 | –      | –                |        |        |        |        |        |  |
|  | 7                | Leões             | 1                | 0                | –                |  |  | 2          | Benfica          | 2          | 2          | –          |   |   |        |                  |        |        |        |        |        |  |
|  | 3                | Eléctrico         | 1 (4)            | 4                | 5                |  |  | 3          | Eléctrico        | 1          | 1          | –          |   |   |        |                  |        |        |        |        |        |  |
|  | 6                | Braga             | 1 (5)            | 1                | 4                |  |  |            |                  |            |            |            |   |   |        |                  |        |        |        |        |        |  |

### Quarti di finale

#### Gara 1
| Braga 25 maggio 2022, ore 20:00                           | Braga                | 1 – 1 (d.t.s.) (0-0, 0-0, 0-0) referto | Eléctrico | Pavilhão Universidade do Minho |
| Rubén Santos 49’ Marcatori 48’ Abreu Tiri di rigore 5 – 4 |                      |                                        |           |                                |
|                                                           |                      |                                        |           |                                |
| Rubén Santos 49’                                          | Marcatori            | 48’ Abreu                              |           |                                |
|                                                           | Tiri di rigore 5 – 4 |                                        |           |                                |

| Porto Salvo 26 maggio 2022, ore 20:00                      | Leões     | 1 – 3 (0-3) referto              | Benfica | Pavilhão Do Leões Porto Salvo |
| Bruno Pinto 22’ Marcatori 5’ Monteiro 9’ Tayebi 19’ Jacaré |           |                                  |         |                               |
|                                                            |           |                                  |         |                               |
| Bruno Pinto 22’                                            | Marcatori | 5’ Monteiro 9’ Tayebi 19’ Jacaré |         |                               |

| Oliveira de Azeméis 27 maggio 2022, ore 19:00 | Azeméis   | 0 – 3 (0-2) referto         | Sporting Lisbona | Pavilhão Municipal Vale de Cambra |
| Marcatori 12’ , 18’ Pauleta 39’ Varela        |           |                             |                  |                                   |
|                                               |           |                             |                  |                                   |
|                                               | Marcatori | 12’, 18’ Pauleta 39’ Varela |                  |                                   |

| Cascais 27 maggio 2022, ore 21:00                               | Quinta dos Lombos | 3 – 1 (1-0) referto | Fundão | Pavilhão Desportivo Dos Lombos |
| Henrique Vicente 8’ , 35’ Carlos Santos 39’ Marcatori 25’ Peléh |                   |                     |        |                                |
|                                                                 |                   |                     |        |                                |
| Henrique Vicente 8’, 35’ Carlos Santos 39’                      | Marcatori         | 25’ Peléh           |        |                                |

#### Gara 2
| Ponte de Sor 3 giugno 2022, ore 19:00                                          | Eléctrico | 4 – 1 (1-0) referto | Braga | Pavilhão Gimnodesportivo De Ponte De Sôr |
| E. Santos 15’ H. Neves 32’ Jonhn Lennon 38’ F. Neves 39’ Marcatori 29’ Cecílio |           |                     |       |                                          |
|                                                                                |           |                     |       |                                          |
| E. Santos 15’ H. Neves 32’ Jonhn Lennon 38’ F. Neves 39’                       | Marcatori | 29’ Cecílio         |       |                                          |

| Lisbona 3 giugno 2022, ore 21:00       | Benfica   | 3 – 0 (2-0) referto | Leões | Pavilhão da Luz Nº 2 |
| Čiškala 10’ , 34’ Tayebi 16’ Marcatori |           |                     |       |                      |
|                                        |           |                     |       |                      |
| Čiškala 10’, 34’ Tayebi 16’            | Marcatori |                     |       |                      |

| Lisbona 4 giugno 2022, ore 19:30 | Sporting Lisbona | 1 – 0 (1-0) referto | Azeméis | Pavilhão João Rocha |
| Caio Ruiz 13’ Marcatori          |                  |                     |         |                     |
|                                  |                  |                     |         |                     |
| Caio Ruiz 13’                    | Marcatori        |                     |         |                     |

| Fundão 4 giugno 2022, ore 21:30                                                   | Fundão    | 4 – 2 (2-2) referto             | Quinta dos Lombos | Pavilhao Municipal Fundão |
| A. Cunha 5’ D. Gomes 9’ Peléh 29’ , 39’ Marcatori 11’ Sobral 12’ Henrique Vicente |           |                                 |                   |                           |
|                                                                                   |           |                                 |                   |                           |
| A. Cunha 5’ D. Gomes 9’ Peléh 29’, 39’                                            | Marcatori | 11’ Sobral 12’ Henrique Vicente |                   |                           |

#### Gara 3
| Ponte de Sor 5 giugno 2022, ore 19:00                                                                                                  | Eléctrico | 5 – 4 (1-2) referto                                           | Braga | Pavilhão Gimnodesportivo De Ponte De Sôr |
| Jonhn Lennon 1’ H. Neves 21’ Ferrugem 25’ Airoso 30’ Abreu 38’ Marcatori 2’ Tiago Brito 10’ Vítor Hugo 33’ Cecílio 35’ Allan Guilherme |           |                                                               |       |                                          |
| |           |                                                               |       |                                          |
| Jonhn Lennon 1’ H. Neves 21’ Ferrugem 25’ Airoso 30’ Abreu 38’                                                                         | Marcatori | 2’ Tiago Brito 10’ Vítor Hugo 33’ Cecílio 35’ Allan Guilherme |       |                                          |

| Fundão 6 giugno 2022, ore 21:00                  | Fundão    | 2 – 1 (2-1) referto | Quinta dos Lombos | Pavilhao Municipal Fundão |
| D. Gomes 17’ , 19’ Marcatori 6’ Henrique Vicente |           |                     |                   |                           |
|                                                  |           |                     |                   |                           |
| D. Gomes 17’, 19’                                | Marcatori | 6’ Henrique Vicente |                   |                           |

### Semifinali

#### Gara 1
| Fundão 10 giugno 2022, ore 19:00                                                                                          | Fundão    | 4 – 6 (1-2) referto                                         | Sporting Lisbona | Pavilhao Municipal Fundão |
| J. Moura 2’ , 37’ Iury Santos 21’ Felipe Leite 24’ Marcatori 6’ , 22’ Cejudo 19’ Waltinho 34’ Merlim 38’ Matos 39’ Guitta |           |                                                             |                  |                           |
| |           |                                                             |                  |                           |
| J. Moura 2’, 37’ Iury Santos 21’ Felipe Leite 24’                                                                         | Marcatori | 6’, 22’ Cejudo 19’ Waltinho 34’ Merlim 38’ Matos 39’ Guitta |                  |                           |

| Ponte de Sor 10 giugno 2022, ore 21:00         | Eléctrico | 1 – 2 (0-2) referto     | Benfica | Pavilhão Gimnodesportivo De Ponte De Sôr |
| Ferrugem 32’ Marcatori 3’ Čiškala 11’ V. Rocha |           |                         |         |                                          |
|                                                |           |                         |         |                                          |
| Ferrugem 32’                                   | Marcatori | 3’ Čiškala 11’ V. Rocha |         |                                          |

#### Gara 2
| Lisbona 12 giugno 2022, ore 15:00                                                           | Sporting Lisbona | 5 – 2 (3-1) referto          | Fundão | Pavilhão João Rocha |
| Cavinato 0’ Cardinal 5’ , 22’ Cejudo 12’ Pauleta 28’ Marcatori 7’ Felipe Leite 35’ J. Moura |                  |                              |        |                     |
|                                                                                             |                  |                              |        |                     |
| Cavinato 0’ Cardinal 5’, 22’ Cejudo 12’ Pauleta 28’                                         | Marcatori        | 7’ Felipe Leite 35’ J. Moura |        |                     |

| Lisbona 12 giugno 2022, ore 17:00            | Benfica   | 2 – 1 (1-0) referto | Eléctrico | Pavilhão da Luz Nº 1 |
| Čiškala 1’ Rômulo 35’ Marcatori 25’ F. Neves |           |                     |           |                      |
|                                              |           |                     |           |                      |
| Čiškala 1’ Rômulo 35’                        | Marcatori | 25’ F. Neves        |           |                      |

### Finale

#### Gara 1
| Lisbona 18 giugno 2022, ore 21:00                                                                            | Sporting Lisbona | 5 – 4 (d.t.s.) (1-3, 4-4, 4-4) referto       | Benfica | Pavilhão João Rocha |
| Cejudo 2’ Erick 22’ Matos 27’ Cavinato 38’ Varela 46’ Marcatori 1’ V. Rocha 8’ Čiškala 16’ Jacaré 27’ Tayebi |                  |                                              |         |                     |
| |                  |                                              |         |                     |
| Cejudo 2’ Erick 22’ Matos 27’ Cavinato 38’ Varela 46’                                                        | Marcatori        | 1’ V. Rocha 8’ Čiškala 16’ Jacaré 27’ Tayebi |         |                     |

#### Gara 2
| Lisbona 22 giugno 2022, ore 21:00                                                          | Benfica   | 3 – 4 (d.t.s.) (2-0, 3-3, 3-4) referto  | Sporting Lisbona | Pavilhão da Luz Nº 1 |
| Arthur 6’ Tayebi 15’ Erick 36’ ( aut. ) Marcatori 28’ T. Paçó 29’ Varela 30’ , 44’ Pauleta |           |                                         |                  |                      |
|                                                                                            |           |                                         |                  |                      |
| Arthur 6’ Tayebi 15’ Erick 36’ (aut.)                                                      | Marcatori | 28’ T. Paçó 29’ Varela 30’, 44’ Pauleta |                  |                      |

#### Gara 3
| Lisbona 25 giugno 2022, ore 21:00                                                         | Sporting Lisbona | 4 – 3 (3-0) referto          | Benfica | Pavilhão João Rocha |
| Pauleta 4’ Cavinato 12’ Cardinal 17’ Zicky Té 32’ Marcatori 25’ A. Sousa 33’ , 39’ Arthur |                  |                              |         |                     |
|                                                                                           |                  |                              |         |                     |
| Pauleta 4’ Cavinato 12’ Cardinal 17’ Zicky Té 32’                                         | Marcatori        | 25’ A. Sousa 33’, 39’ Arthur |         |                     |

## Supercoppa del Portogallo
La 23ª edizione della competizione ha opposto lo Sporting Lisbona, vincitore di campionato e coppa di lega, e il Benfica, secondo arrivato in entrambe le competizioni (la coppa nazionale era stata annullata nell'anno precedente). Il trofeo è stato assegnato tramite una gara unica disputata sul campo neutro di Gondomar.
| Gondomar 29 dicembre 2021, ore 19:00                                                                       | Sporting Lisbona | 7 – 2 (3-2) referto | Benfica | Pavilhão Multiusos De Gondomar |
| Cardinal 4’ Cavinato 16’ , 20’ Miguel Ângelo 19’ Guitta 23’ , 29’ Varela 35’ Marcatori 6’ Cintra 8’ Tayebi |                  |                     |         |                                |
| |                  |                     |         |                                |
| Cardinal 4’ Cavinato 16’, 20’ Miguel Ângelo 19’ Guitta 23’, 29’ Varela 35’                                 | Marcatori        | 6’ Cintra 8’ Tayebi |         |                                |